# فيفيان لين
فيفيان لين (بالإنجليزية: Vivian Lynn)‏ هي رسامة نيوزيلندية، ولدت في 30 نوفمبر 1931 في ويلينغتون في نيوزيلندا، وتوفي بنفس المكان في 1 ديسمبر 2018.

## وصلات خارجية
- الموقع الرسمي
- فيفيان لين على موقع قاعدة بيانات برودواي على الإنترنت (الإنجليزية)